# Пол Уайтц
Пол Джоузеф Уайтц (на английски: Paul J. Weitz) e бивш американски астронавт, летял в космоса два пъти.

## Биография
Роден е на 25 юли 1932 г. в Ери, Пенсилвания, САЩ. Завършва гимназия Harbor Creek в Harborcreek, Пенсилвания. Стадионът в училището е кръстен на негово име. През 1954 г. получава бакалавърска степен по авиационно инженерство от Пенсилванския държавен университет. През 1964 г. получава магистърска степен по авиационно инженерство от Американската военноморска школа за следдипломна квалификация в Монтерей, Калифорния.

## Работа преди НАСА
След завършването си служи една година в морето на борда на разрушител, докато завърши летателното си обучение през септември 1956 г. Служи в различни военни ескадрили до избирането си за астронавт през 1966 г. Налетял е повече от 7700 часа, като 6400 от тях са на реактивен самолет.

## В НАСА
През 1966 г. е сред 19-те избрани в Група-5 на НАСА. Първия си космически полет извършва като пилот на Скайлаб-2. Тази мисия поставя рекорд за момента по продължителност на полета - над 28 денонощия. По време на мисията осъществява едно излизане в открития космос с продължителност 1 час и 36 минути. Определен е за пилот на командния модул на отменения полет Аполо 20.
По време на втория си полет Уайтц е командир на мисия STS-6. Това е първият полет на совалката "Чалънджър"
| Космически полети на Пол Уайтц                                       | Космически полети на Пол Уайтц | Космически полети на Пол Уайтц | Космически полети на Пол Уайтц | Космически полети на Пол Уайтц | Космически полети на Пол Уайтц           | Космически полети на Пол Уайтц |
| №                                                                    | Дата                           | КК                             | Емблема на мисията             | Функции                        | Продължителност                          |                                |
| -------------------------------------------------------------------- | ------------------------------ | ------------------------------ | ------------------------------ | ------------------------------ | ---------------------------------------- | ------------------------------ |
| 1                                                                    | 25 май 1973                    | „Скайлаб 2“                    |                                | Пилот                          | 28 денонощия 0 часа 49 минути 49 секунди |                                |
| 2                                                                    | 4 април 1983                   | „STS-6“                        |                                | Командир                       | 5 денонощия 0 часа 24 минути 31 секунди  |                                |
| Сумарно време в космоса – 33 денонощия 1 час 14 минути и 20 секунди. |                                |                                |                                |                                |                                          |                                |

Има две космически разходки по време на първия си полет с обща продължителност 2 часа и 14 минути.
След това П. Уайтц става заместник-директор на Космическия център „Л. Джонсън“. Оттегля се от служба на НАСА през май 1994 г.

## Награди
- Почетен медал на НАСА;
- Почетен медал на флота;
- Медали на ВВС (5);
- Почетен медал (за бойни полети във Виетнам);
- Награда на Търговската камара Kitty Hawk, Лос Анджелис (1973);
- Награда Robert J. Collier за 1973 (1974);
- Обявен за сътрудник на Пенсилванския университет (1974);
- Награда на AIAA Haley Astronautics за 1974;
- Диплома на Международната федерация по аеронавтика „В. Комаров“ за 1973 (1974);
- Награда „В памет на д-р Робърт Годард“ за 1975;
- Медал на НАСА „За космически полет“ (1983)